# Parete con paesaggio idillico-sacrale
La Parete con paesaggio idillico-sacrale è un affresco rinvenuto nella villa di Agrippa Postumo di Pompei e custodito all'interno del Museo archeologico nazionale di Napoli.

## Storia
L'affresco venne dipinto presumibilmente intorno all'11 a.C., quando diventò di moda il terzo stile, riscontrando similitudini con gli affreschi della casa della Farnesina a Roma, e decorava uno dei cubicoli posti tra il peristilio e la terrazza con vista panoramica della zona residenziale della villa di Agrippa Postumo, una dimora posta nell'area suburbana di Pompei, nell'odierna Boscotrecase, sepolta dall'eruzione del Vesuvio del 79.
L'affresco venne ritrovato tra il 1903 e il 1906, staccato dalla sua collocazione originale e venduto al Museo archeologico nazionale di Napoli.

## Descrizione
L'affresco è la parete nord della cosiddetta stanza rossa, quasi interamente ricostruito al Museo archeologico nazionale di Napoli. Si tratta una parete tripartita con zoccolo nero e zona mediana in rossa, con quadretto centrale e sottili pilastri decorati con fiore, in stile egittizzante, che dividono i vari pannelli.
Nel quadretto centrale a fondo bianco è rappresentato un paesaggio campestre e sacrale: al centro di un lago è posta un'isola e le due sponde sono collegate da un ponte sul quale camminano viandanti vestiti con tonaca e una terza figura più piccola. Sull'isola è posto un albero sacro, una colonna dalla quale pendono due scudi, un tempio di forma circolare, un piedistallo su cui è adagiata una divinità femminile e un basamento sul quale si innalza un tronco di colonna sormontata da un'urna: sul basamento è poggiato un pastore e intorno tre pecore. Sulla destra è un altro piedistallo su cui è un'arma. Lo sfondo è caratterizzato da un promontorio roccioso: da sinistra verso destra si riconosce un muro finestrato che delimita un orto, un tempio alle cui colonne pendono degli scudi e sulle cui scale è seduto un viandante e un altro tempio con altri due viandanti.